# Viabill
Viabill A/S er en dansk fintech og MasterCard-udbyder. Virksomheden opererer i Danmark, Spanien og i USA.

## Historie
Virksomheden blev grundlagt i 2009 af den revisoruddannede erhvervsmand Jan Lytje-Hansen samt erhvervsmanden Per Mønsted, som frasolgte sine ejerandele i 2016.
Viabill A/S startede med et primært fokus på servicering af webshops; blandt de første kunder var bl.a. den danske virksomhed foodora.dk (tidligere Hungry.dk), og i dag kan Viabill A/S’ løsninger bruges på mere end 5.500 webshops. Med tiden har selskabet udvidet sit koncept, og deres finansieringsløsninger kan også bruges i fysiske forretninger.

## International udbredelse
I 2019 sikrede Viabill A/S EUR 9mio. (ca. DKK 67mio.) i en serie-A investeringsrunde. Investorerne inkluderede venture capital fondene Headline GmbH (tidligere e.ventures GmbH) og Blackfin Tech, og derefter fulgte investeringer og kredit fra bl.a. London-baserede Fasanara Capital på i alt DKK 800 mio.
I 2021 blev Viabill A/S optaget på Financial Times liste over de hurtigst voksende selskaber i Europa, og i regnskabsåret 2021/2022 nåede Viabill A/S et resultat efter skat på DKK 61,5 mio. efterfulgt af DKK 83mio. i 2022/2023.